# Fairmont (Nebraska)
Fairmont és una població dels Estats Units a l'estat de Nebraska. Segons el cens del 2000 tenia 691 habitants.

## Demografia
Segons el cens del 2000, Fairmont tenia 691 habitants, 275 habitatges, i 171 famílies. La densitat de població era de 386,7 habitants per km².
Dels 275 habitatges en un 30,2% hi vivien nens de menys de 18 anys, en un 53,1% hi vivien parelles casades, en un 6,9% dones solteres, i en un 37,8% no eren unitats familiars. En el 33,8% dels habitatges hi vivien persones soles el 21,1% de les quals corresponia a persones de 65 anys o més que vivien soles. El nombre mitjà de persones vivint en cada habitatge era de 2,35 i el nombre mitjà de persones que vivien en cada família era de 3,02.
Per edats la població es repartia de la següent manera: un 25,8% tenia menys de 18 anys, un 4,3% entre 18 i 24, un 23,6% entre 25 i 44, un 23% de 45 a 60 i un 23,3% 65 anys o més.
L'edat mediana era de 42 anys. Per cada 100 dones de 18 o més anys hi havia 79,4 homes.
La renda mediana per habitatge era de 35.658 $ i la renda mediana per família de 41.618 $. Els homes tenien una renda mediana de 31.667 $ mentre que les dones 18.125 $. La renda per capita de la població era de 15.957 $. Aproximadament el 8% de les famílies i el 12,6% de la població estaven per davall del llindar de pobresa.

## Poblacions més properes
El següent diagrama mostra les poblacions més properes.